# 4166 Pontryagin
4166 Pontryagin è un asteroide della fascia principale. Scoperto nel 1978, presenta un'orbita caratterizzata da un semiasse maggiore pari a 2,6080041 UA e da un'eccentricità di 0,0291564, inclinata di 3,10150° rispetto all'eclittica.